# Beatriz Taibo
Beatriz Taibo (10 mars 1932 - 2 mars 2019) est une actrice de cinéma et de télévision argentine.

## Biographie
Elle naît à San Telmo en 1932. En 1942, à l'âge de dix ans, elle joue dans l'émission de radio La Pandilla Marilyn. Elle commence à la radio comme animatrice ; de cette époque, elle garde le surnom de « Moth » en raison des publicités qu'elle fait pour les boules anti-mites. Elle aurait fait ses débuts au cinéma dans The Millions of Semillita en 1950 si le film était sorti. On la voit dans un film basé sur une série radiophonique qui raconte les aventures de la famille Garcia.
Dans les années 1960, elle réalise des publicités pour le savon Lux. Elle anime avec Antonio Carrizo une émission sur Radio Belgrano, dans laquelle le duo se fait connaître pour annoncer les publicités sous forme de dialogues.
On la voit au théâtre, notamment dans la pièce Boeing Boeing, qui dure quatre saisons et dont le casting comprend Ernesto Bianco, Paulette Christian, Ambar La Fox, Osvaldo Miranda et son amie Nelly Beltrán.

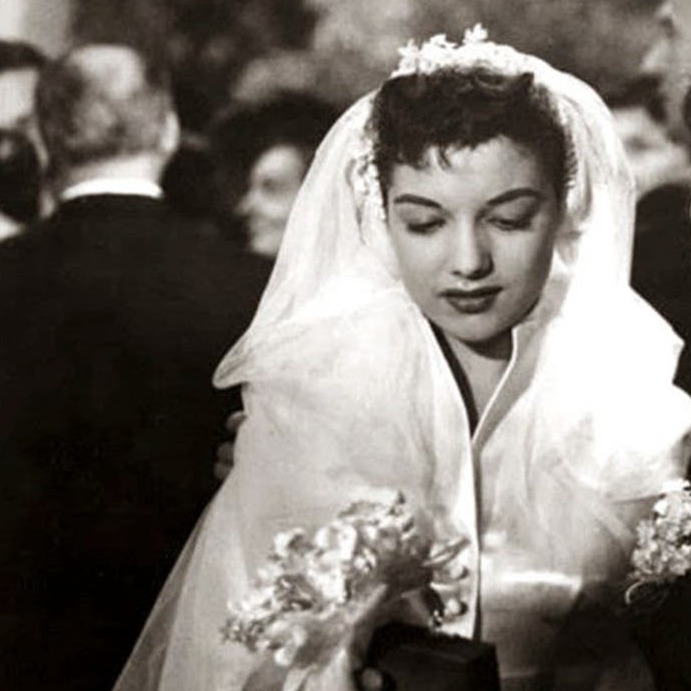
Beatriz Raibo dans Para vestir Santos, 1955.

En 1955, elle apparaît avec Tita Merello dans Para vestir santos, réalisé par Leopoldo Torre Nilsson.
Dans les années 1960, elle joue aussi à la télévision, où elle apparaît dans des feuilletons tels que Inconquistable Viviana Holguera, Adorable Professor Aldao et Juana Rebelde. Elle joue dans Me llaman Gorrión (es) de Jorge Bellizzi et Abel Santa Cruz, une comédie télévisée, le rôle d'une femme qui doit se faire passer pour un homme au travail.
Elle est la mère de l'acteur Raúl Taibo (es).

## Filmographie

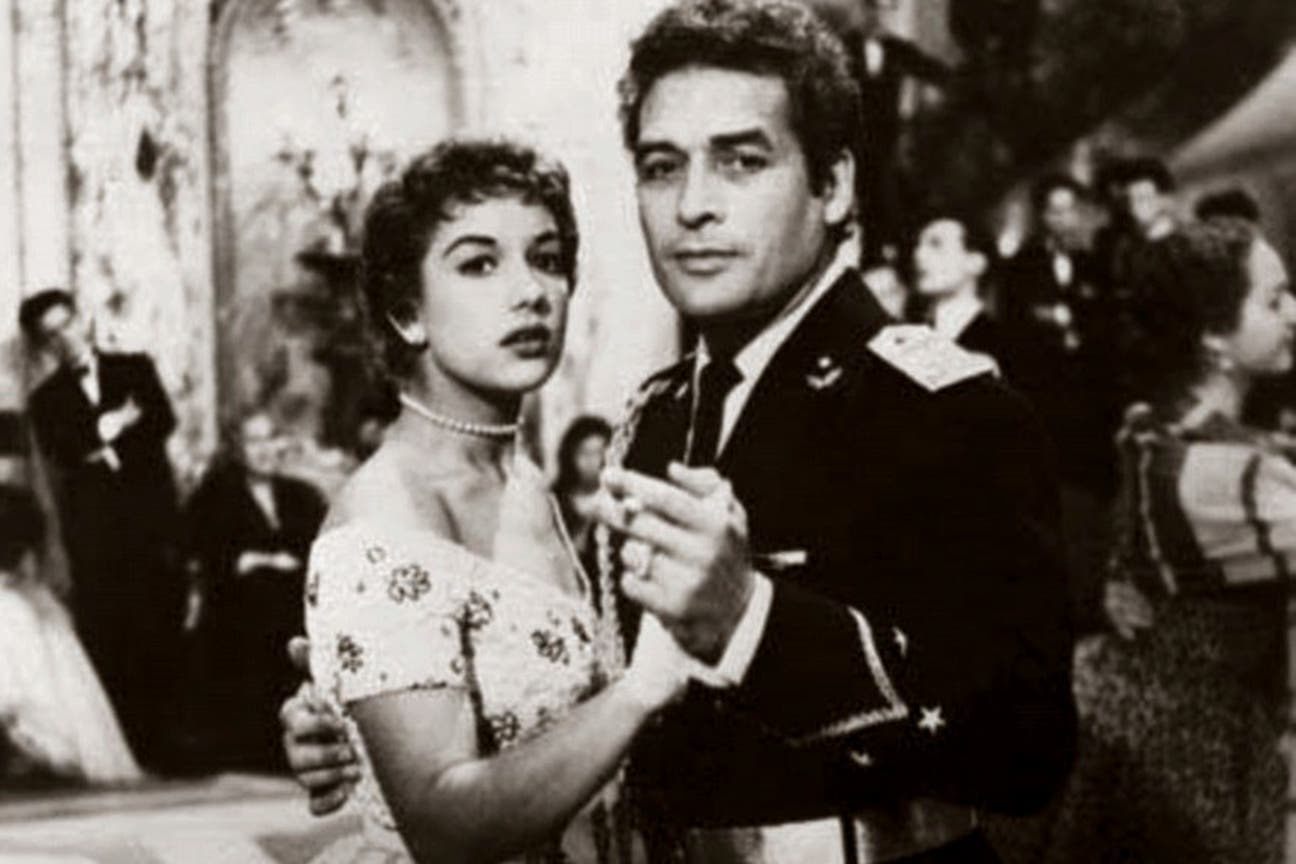
Beatrix Taibo et Jorge Mistral dans Amor Prohibido en 1958, de Luis César Amadori et Ernesto Arancibia.

- 1950 : Los millones de Semillita (jamais sorti)[1]
- 1950 : Los Pérez García
- 1951 : Martín Pescador
- 1951 : Pocholo, Pichuca y yo
- 1953 : Asunto terminado
- 1953 : Las tres claves
- 1954 : El cartero
- 1955 : Sinfonía de juventud
- 1955 : Para vestir santos [3]
- 1955 : Pobre pero honrado
- 1955 : El campeón soy yo
- 1956 : Música, alegría y amor
- 1957 : Fantoche
- 1958 : Amor prohibido
- 1959 : Evangelina
- 1959 : Gringalet
- 1963 : Cuando calienta el sol
- 1964 : Canuto Cañete y los 40 ladrones
- 1964 : Cuidado con las colas
- 1964 : Un soltero en apuros
- 1966 : Escala musical
- 1966 : La buena vida
- 1967 : Cuando los hombres hablan de mujeres
- 1972 : El profesor tirabombas
- 1982 : Los fierecillos indomables
- 1984 : Mingo y Aníbal, dos pelotazos en contra
- 1988 : Atracción peculiar